# 100万円の女たち
『100万円の女たち』（ひゃくまんえんのおんなたち、英: Million Yen Women）は、青野春秋による日本の漫画作品。『ビッグコミックスピリッツ』（小学館）にて、2015年51号から2016年41号まで連載。『俺はまだ本気出してないだけ』で知られる青野の初の週刊連載作品であり、売れない男性小説家と、彼とともに暮らし、毎月彼に100万円を払う5人の女性たちの関係を描くミステリー要素を持ったラブコメディである。
2017年、テレビ東京においてロックバンド・RADWIMPSの野田洋次郎のテレビドラマ初主演作品として映像化された。

## あらすじ
道間慎は売れない小説家。
彼は半年前から５人の謎の美女たちと一つ屋根の下で暮らしている。
コーヒーを愛する家では全裸の女　白川美波、紅茶を愛するヨガと本好きの女　塚本ひとみ、ほうじ茶を愛する礼儀正しい女　小林佑希、アセロラジュースを愛する訳アリ高校生の女　鈴村みどり、牛乳を愛する、大物感を漂わせる女　開菜々果。
女たちは家賃兼生活費として毎月100万円もの大金を慎に支払う。
この共同生活にはいくつかルールがあり、彼女たちに対する質問は一切禁止されている。
５人の美女たちの年齢は10代から30代と幅広いが、彼女たちがなぜこの家に集まってきたのか、普段は何をやっているのかなど一切は謎に包まれている…。しかし、彼女たちとの奇妙な共同生活を通じ、女たちの過去や存在理由などが少しずつ解明されていく…。
同時に彼自身の身にも思いもよらなかった変化が起き始め、彼を取り巻く環境はどんどん変わっていく。
そして、ある日。美女たちとのちょっと奇妙な共同生活に幸せを感じ始めていた慎に、すべてを崩壊させる事件が起きる…。

## 登場人物
道間 慎（みちま しん）
本作品の主人公。31歳。売れない小説家。父は死刑囚。
鈴村 みどり（すずむら みどり）
女子高生。17歳。5人の女性たちのなかで最初に起床する。
小林 佑希（こばやし ゆき）
24歳。無口。基本的に自室にこもっている。既婚者。
塚本 ひとみ（つかもと ひとみ）
26歳。陽気。紅茶派。ヨガが日課。
開 菜々果（ひらき ななか）
20歳。一番つかみどころがない。女優。
白川 美波（しらかわ みなみ）
30歳。家ではヌーディスト。超高級コールガール倶楽部の社長。

## 書誌情報
- 青野春秋『100万円の女たち』 小学館〈ビッグコミックス〉、全4巻
  1. 2016年3月30日発売 ISBN 978-4-09-187507-5
  2. 2016年6月30日発売 ISBN 978-4-09-187645-4
  3. 2016年9月30日発売 ISBN 978-4-09-187785-7
  4. 2016年11月30日発売 ISBN 978-4-09-189229-4

## テレビドラマ
Netflixとテレビ東京がタッグを組み、テレビ東京にて新設されたドラマ枠「木ドラ25」（毎週金曜1:00 - 1:30）の第1弾として、2017年4月14日から放送開始。監督は『オー!ファーザー』などで知られる藤井道人ら、脚本は劇団「山田ジャパン」の主宰である山田能龍らが担当。主演は今作がテレビドラマ初出演で初主演となるロックバンド・RADWIMPSのフロントマン野田洋次郎。野田演じる主人公と暮らす5人の女性たちを福島リラ、松井玲奈、我妻三輪子、武田玲奈、新木優子が演じる。主人公と5人の女性たちを取り巻く人物たちをリリー・フランキー、中村倫也、山中崇、池田鉄洋が演じる。その他、遠藤雄弥、吉村界人、保紫萌香、井端珠里、筒井真理子、古舘寛治などが出演。ドラマの主題歌は、コトリンゴが歌う「漂う感情」。

### キャスト
- 道間慎：野田洋次郎
- 白川美波：福島リラ
- 塚本ひとみ：松井玲奈
- 小林佑希：我妻三輪子
- 鈴村みどり：武田玲奈
- 開菜々果：新木優子
- 森口竜市：池田鉄洋
- 砂子：遠藤雄弥
- 神田武：吉村界人
- ほたる：保紫萌香
- 三浦菜穂：井端珠里
- 水口栄子：筒井真理子
- 千葉先生：古舘寛治
- 桜井誠二：山中崇
- 花木ゆず：中村倫也
- 道間和代：角南範子
- 道間辰之：リリー・フランキー

### スタッフ
- 監督：藤井道人、原廣利、桑島憲司
- 脚本：山田能龍、室岡ヨシミコ、中園勇也
- 主題歌：コトリンゴ「漂う感情」
- 音楽：堤裕介、SHINCO（スチャダラパー）
- 技術協力：ソニーPCL
- 美術協力：日本活動装置、ポパイアート
- 音響効果：メディアハウスサウンドデザイン
- CG：KHAKI
- Netflix共同プロデューサー：Julian Lai-Hung、上木則安、坂本和隆
- チーフプロデューサー：大和健太郎
- プロデューサー：五箇公貴、堀尾星矢
- 制作協力：Netflix
- 制作：テレビ東京、イメージフィールド
- 制作著作：「100万円の女たち」製作委員会
- キャスティング：木暮こずえ

### 放送日程
| 各話   | 放送日        | サブタイトル        | 脚本                             | 監督     |
| ------ | ------------- | ------------------- | -------------------------------- | -------- |
| 第1話  | 2017年4月14日 | 100万円と謎の女たち | 山田能龍                         | 藤井道人 |
| 第2話  | 4月21日       | 価値観              | 山田能龍                         | 藤井道人 |
| 第3話  | 4月28日       | 露出                | 山田能龍・室岡ヨシヒコ           | 藤井道人 |
| 第4話  | 5月05日       | 選択                | 山田能龍・中園勇也               | 藤井道人 |
| 第5話  | 5月12日       | 絶対                | 山田能龍・室岡ヨシヒコ           | 桑島憲司 |
| 第6話  | 5月19日       | 評価                | 山田能龍・中園勇也               | 原廣利   |
| 第7話  | 5月26日       | 好き                | 山田能龍・室岡ヨシヒコ           | 桑島憲司 |
| 第8話  | 6月02日       | 理由                | 山田能龍・中園勇也               | 原廣利   |
| 第9話  | 6月09日       | 覚悟                | 室岡ヨシヒコ                     | 藤井道人 |
| 第10話 | 6月16日       | 解散                | 山田能龍                         | 藤井道人 |
| 第11話 | 6月23日       | 対決                | 山田能龍・室岡ヨシヒコ・中園勇也 | 藤井道人 |
| 第12話 | 6月30日       | 感情                | 山田能龍・室岡ヨシヒコ・中園勇也 | 藤井道人 |

### 放送局
| 放送期間                | 放送時間                     | 放送局       | 対象地域   | 備考   |
| ----------------------- | ---------------------------- | ------------ | ---------- | ------ |
| 2017年4月14日 - 6月30日 | 金曜 1:00 - 1:30（木曜深夜） | テレビ東京   | 関東広域圏 | 制作局 |
| 2017年4月18日 - 7月4日  | 火曜 23:00 - 23:30           | BSジャパン   | 日本全国   |        |
| 2017年4月28日 - 7月14日 | 金曜 1:35 - 2:05（木曜深夜） | テレビ和歌山 | 和歌山県   | 独立局 |

| テレビ東京 木ドラ25                                            | テレビ東京 木ドラ25                  | テレビ東京 木ドラ25                     |
| 前番組                                                         | 番組名                               | 次番組                                  |
| -------------------------------------------------------------- | ------------------------------------ | --------------------------------------- |
| （枠設置前につきなし）                                         | 100万円の女たち （2017.4.14 - 6.30） | さぼリーマン甘太朗 （2017.7.14 - 9.29） |
| テレビ東京 金曜1:00 - 1:30（木曜深夜）枠                       |                                      |                                         |
| The Girls Live 【火曜1:00 - 1:30（月曜深夜）に枠移動して継続】 | 100万円の女たち （2017.4.14 - 6.30） | さぼリーマン甘太朗 （2017.7.14 - 9.29） |